# Hajsam Mahmud
Hajsam Mahmud Fahmi (Haithem Mahmoud Ahmed Fahmy Mahmoud, arab. هيثم محمود فهمي; ur. 23 września 1991) – egipski zapaśnik walczący w stylu klasycznym. Dwukrotny olimpijczyk. Zajął dziewiąte miejsce w Tokio 2020 w kategorii 60 kg i dwunaste w Rio de Janeiro 2016 w kategorii 59 kg. Siódmy na mistrzostwach świata w 2014 roku. 
Złoty medalista igrzysk afrykańskich w 2019; srebrny i brązowy w 2015. Triumfator mistrzostw Afryki w 2010, 2014, 2015, 2019, 2020, 2023 i 2024. Mistrz igrzysk śródziemnomorskich w 2013 i 2018, a także mistrzostw arabskich w 2014, 2018, 2019 i 2022. Srebrny medalista igrzysk wojskowych w 2015; trzynasty w 2019. Wojskowy mistrz świata w 2014 roku.